# Lynda
Lynda Sherazade, nota semplicemente come Lynda (Garges-lès-Gonesse, 19 dicembre 1994), è una cantante francese di origine algerina.

## Biografia
Lynda nasce a Garges-lès-Gonesse, nella periferia nord di Parigi, in una famiglia di musicisti. Sin da bambina si appassiona al canto, e nel 2010 comincia a pubblicare su YouTube e Facebook alcune cover di canzoni come Someone like You di Adele e "J'regarde en l'air" di Mister You. Inizia inoltre a scrivere le proprie canzoni, facendosi notare dal rapper Dawala, che diventa il suo produttore.

## Carriera
Nel 2012 Lynda, allora diciottenne, si unisce all'etichetta Wati B di Dawala, diventando la prima donna a farlo. Grazie a ciò, accompagna gli altri artisti dell'etichetta, come Black M, i Sexion d'Assaut e The Shin Sekaï, in tournée. In parallelo, pubblica diversi singoli, come Je décolle, J'ose pas, Reste e Conscience. Reste in particolare è la sua prima canzone ad entrare nelle classifiche francesi, nel 2015. Nel 2016 pubblica insieme a Gims il brano On s'y fait, estratto dalla colonna sonora del film La Pièce : Les derniers seront les premiers.
Nel 2018 passa alla Polydor Records, sottoetichetta di Universal Music France. Pochi mesi dopo pubblica Ma berceuse, canzone in cui parla della manipolazione affettiva. Il 16 ottobre 2020 esce il suo primo album in studio, dal titolo Papillon, contenente collaborazioni con Black M, Dadju, Soolking, Sofiane ed Eva. L'album viene ripubblicato nel 2021 con l'aggiunta di 8 brani inediti comprese collaborazioni con Imen Es e Franglish. L'album viene certificato disco di platino in Francia.
Il secondo album, Un peu de moi, viene reso disponibile il 28 aprile 2023, e presenta le collaborazioni di Soolking e Soprano.

## Discografia

### Album in studio
- 2020 – Papillon
- 2023 – Un peu de moi
- 2025 – L'album du mâle (con Imen Es)

### Singoli
- 2015 – Reste
- 2016 – On s'y fait (con Gims)
- 2017 – Conscience
- 2017 – J'ose pas (feat. Kent Jones)
- 2017 – L'amour ne suffit pas
- 2018 – Ma berceuse
- 2019 – Adieu (feat. Dadju)
- 2019 – Homme parfait
- 2019 – Si tu m'aimes
- 2020 – Double peine
- 2020 – Viens on parle
- 2020 – Dinero (feat. Eva)
- 2020 – Folie (feat. Black M)
- 2020 – Luna (feat. Soolking)
- 2021 – Ciao (feat. Imen Es)
- 2022 – J'ai des doutes
- 2022 – Coco Chanel
- 2022 – Fini d'espérer
- 2023 – La belle époque
- 2023 – Câlin (feat. Soolking)
- 2023 – Rockstar
- 2023 – Au suivant
- 2024 – Passe ton chemin
- 2024 – Apres l'été
- 2024 – 1 minute (con Imen Es)
- 2025 – Introspection (con Imen Es)
- 2025 – Fausse couche (con Imen Es)
- 2025 – Piments (con Imen Es)
- 2025 – Loungue vie